# Internationaal Theater Amsterdam
Internationaal Theater Amsterdam, ITA of ITA ensemble (tot 1 januari 2018 Toneelgroep Amsterdam, afgekort als TA, voorheen TGA) gaat door als het grootste theatergezelschap van Nederland. 
Het gezelschap is gehuisvest in Amsterdam en vaste bespeler van Stadsschouwburg Amsterdam aan het Leidseplein. ITA brengt moderne ensceneringen van klassieke stukken, nieuw repertoire en cross-over (combinaties theater en andere disciplines). Artistiek leider is sinds 2023 Eline Arbo.

## 1987 tot 2000: Gerardjan Rijnders
Het gezelschap werd in 1987 als Toneelgroep Amsterdam opgericht uit een fusie van het Publiekstheater en Toneelgroep Centrum. Regisseur Gerardjan Rijnders werd aangesteld als artistiek leider. Het gezelschap begon met een kern van acteurs, onder wie Jacques Commandeur, Kitty Courbois en Pierre Bokma. Bijzonder was dat deze acteursgroep werd samengesteld in overleg met een casting-adviseur, Hans Kemna, die nog lang bij de casting van ITA-producties betrokken bleef.

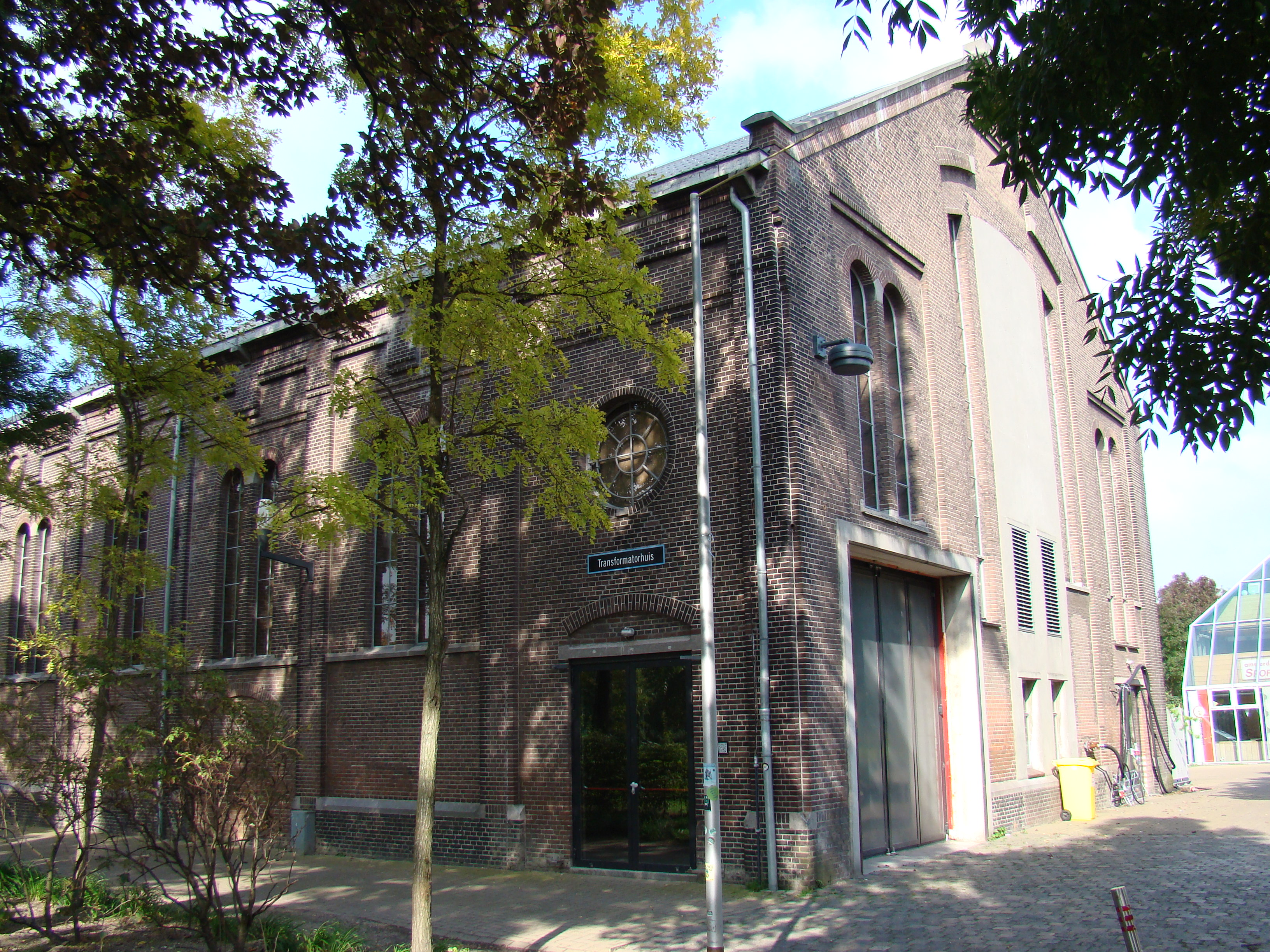
Het Transformatorhuis op het Westergasterrein

Onder leiding van Rijnders groeide Toneelgroep Amsterdam begin jaren 90 uit tot een van de toonaangevende gezelschappen van Nederland. In deze periode kreeg Toneelgroep Amsterdam een eigen vlakkevloerzaal op het terrein van de Amsterdamse Westergasfabriek, het Transformatorhuis. Hier speelden zij onder meer een bewerking van de Ilias, de wereldpremière van Ashes to Ashes van Harold Pinter en stukken van Arnon Grunberg. In 2000 maakte Rijnders bekend dat hij afscheid nam van het gezelschap.

## 2001 tot 2023: Ivo van Hove

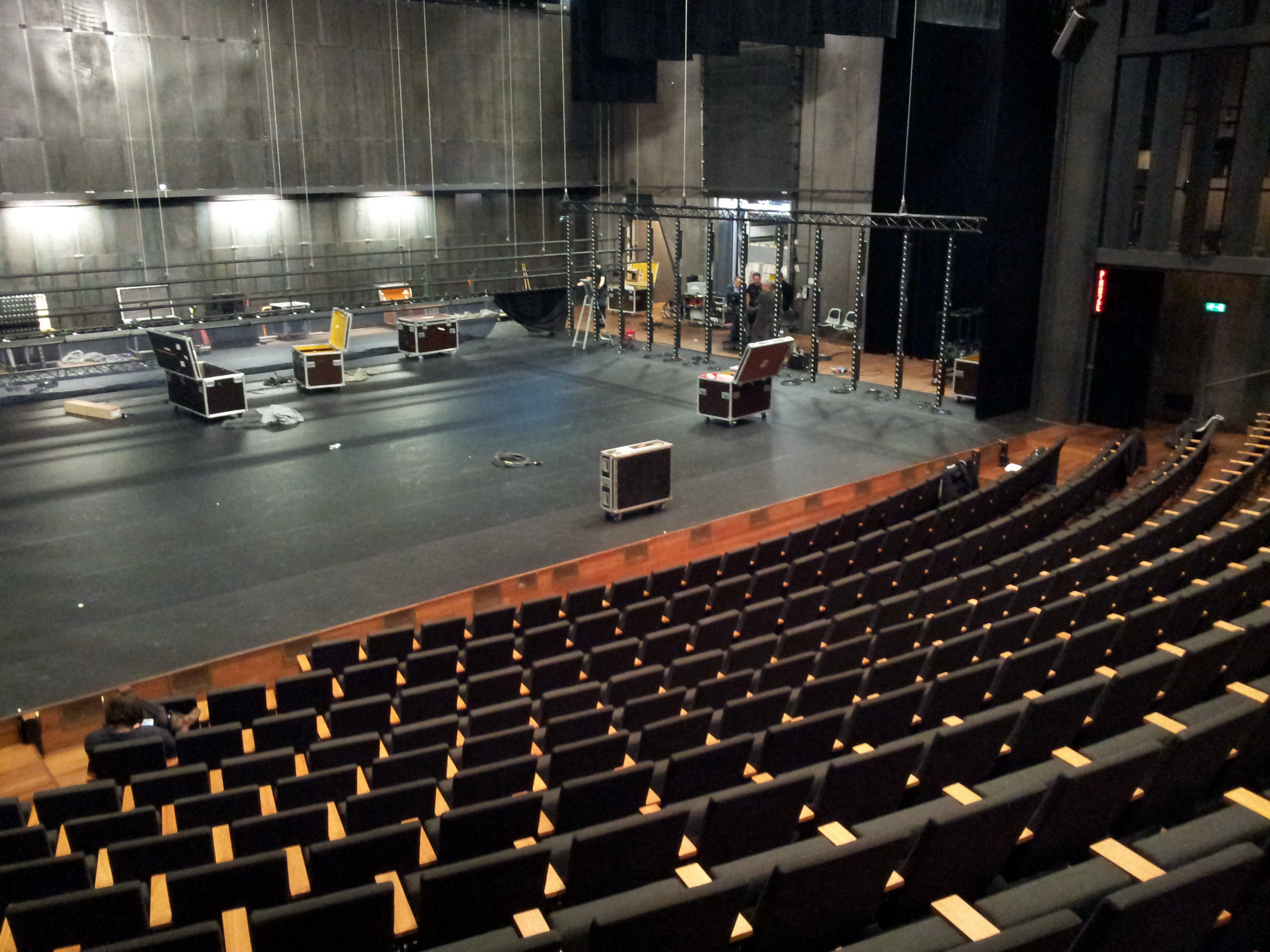
Rabozaal, de in 2009 gerealiseerde vlakkevloerzaal in de Stadsschouwburg

Van 2001 tot 2023 was de Vlaamse regisseur Ivo van Hove artistiek directeur. 
Van Hove nodigde de geruchtmakende filmmaker Cyrus Frisch uit om als eerste gastregisseur onder zijn bewind in 2001 een voorstelling te maken. In april 2001 ging Ik ben bang in première. Zonder acteurs van het gezelschap. 'Wij kunnen noch de groep noch het publiek opzadelen met iets waarvan wij overtuigd zijn dat het nonsens is', lieten ze Frisch weten, nog voordat zij goed en wel met de repetities waren begonnen. Volgens het Theaterfestival 2001 groeide de voorstelling echter uit tot de 'meest besproken en belangwekkende voorstelling van het seizoen'. 
Toch was de aanstelling van Van Hove omstreden, zoals onder meer blijkt uit de documentaire Toneelgroep Amsterdam die Niek Koppen over het gezelschap maakte.
Van Hove nam enkele ingrijpende beslissingen: het Transformatorhuis werd verlaten, het befaamde decoratelier werd afgestoten en er werd een nieuwe artistieke koers uitgezet. Dit leidde ertoe dat de eerste seizoenen onder zijn leiding moeizaam verliepen. Ook de klinkende artistieke successen die hij voorheen bij het Zuidelijk Toneel had behaald, bleven uit. In het najaar van 2003 brak een crisis binnen het gezelschap uit en verlieten Lineke Rijxman en Pierre Bokma het ensemble. Ook Hans Kesting diende zijn ontslag in, maar trok dit later weer in. Het stuk dat Van Hove op dat moment bij Toneelgroep Amsterdam regisseerde, Rouw siert Electra, is te lezen als Van Hove's verwerking van deze crisis. Het werd na de première kritisch ontvangen, maar wordt inmiddels beschouwd als een van zijn sleutelstukken bij Toneelgroep Amsterdam.
In seizoen 2004/05 begon Van Hove aan een vierdelige huwelijkscyclus, waarmee hij zich revancheerde op zijn critici. De cyclus bestond uit Kruistochten (The Norman Conquests) van Alan Ayckbourn, Het temmen van de feeks van William Shakespeare, Scènes uit een huwelijk van Ingmar Bergman en het speciaal voor Toneelgroep Amsterdam geschreven Perfect Wedding van Charles Mee. Sindsdien zijn nagenoeg alle producties van Van Hove bij Toneelgroep Amsterdam door pers en publiek positief ontvangen en bekroond met prijzen, zowel voor de acteurs als voor de regie.
Daarnaast werden door hem regelmatig gastregisseurs uitgenodigd, zoals Pierre Audi, Theu Boermans, Guy Cassiers, Christoph Marthaler, Katie Mitchell, Thomas Ostermeier, Luk Perceval, Johan Simons, Simon Stone, Eric de Vroedt en Krzysztof Warlikowski.
Op 1 januari 2018 fuseerden Toneelgroep Amsterdam en de Stadsschouwburg Amsterdam tot Internationaal Theater Amsterdam.
In 2023 leed het gezelschap ongeveer drie miljoen euro verlies. Redenen waren, volgens onderzoek van NRC: dalende subsidies, hoge kosten van de producteis van Van Hove, externe inhuur van management (940.000 euro in 2023), stijgende kosten voor (juridische) adviseurs (370.000 in 2023) en de salariskosten voor vijf directeuren (555.000 in 2023).
In juli 2024 verscheen de eindrapportage van een intern onderzoek naar grensoverschrijdend gedrag bij ITA, door het externe onderzoeksbureau Verinorm, onder leiding van de Amsterdamse hoogleraar sport en recht Marjan Olfers. Een op de drie medewerkers had grensoverschrijdend gedrag meegemaakt. Naar de buitenwereld zou ITA beterschap hebben beloofd, maar dat niet hebben gerealiseerd.

## 2023 tot heden: Eline Arbo
Van Hove nam in september 2023 al afscheid als artistiek directeur van ITA en werd opgevolgd door Eline Arbo. Van Hove bleef wel verbonden aan ITA als vaste gastregisseur en adviseur, met behoud van een salaris van 145.000 euro per jaar. In augustus 2024 verbrak ITA, vanwege het verschenen rapport over grensoverschrijdend gedrag, ook die samenwerking met Van Hove en trad de gehele raad van toezicht terug.

## Acteurs
In het seizoen 2023-2024 behoorden de volgende acteurs en actrices tot het vaste ITA Ensemble: Hélène Devos, Achraf Koutet, Janni Goslinga, Marieke Heebink, Maarten Heijmans, Hans Kesting, Minne Koole, Maria Kraakman, Jesse Mensah, Chris Nietvelt, Eefje Paddenburg, Ilke Paddenburg, Gijs Scholten van Aschat, Bart Slegers, Eelco Smits, Steven Van Watermeulen.
In het verleden behoorden tot het ensemble onder anderen Joop Admiraal, Barry Atsma, Pierre Bokma, Hajo Bruins, Jacques Commandeur, Kitty Courbois, Jacob Derwig, Jip van den Dool, Harm Duco Schut, Roeland Fernhout, Renée Fokker, Fred Goessens, Hein van der Heijden, Robert de Hoog, Fedja van Huêt, Kees Hulst, Gaite Jansen, Marwan Kenzari, Sigrid Koetse, Ruben Lürsen, Hadewych Minis, Ramsey Nasr, Adriaan Olree, Roos Ouwehand, Halina Reijn, Vanja Rukavina, Lineke Rijxman, Ralph Sigmond, Karina Smulders, Perla Thissen en Leon Voorberg.
Door de jaren heen wonnen meerdere acteurs en actrices een Louis d'Or of Theo d'Or of werden daarvoor genomineerd.

## Toneelstukken
Op volgorde van premièredatum:
- 2001 - Oidipous van Sophocles (regie: Pierre Audi)
- 2002 - Con Amore naar Claudio Monteverdi's opera L'incoronazione di Poppea (regie: Ivo van Hove)
- 2003 - Othello van William Shakespeare (regie: Ivo van Hove)
- 2003 - Rouw siert Electra van Eugene O'Neill (regie: Ivo van Hove)
- 2004 - Romeo en Julia van William Shakespeare (regie: Ola Mafaalani)
- 2004 - Kruistochten van Alan Ayckbourn (regie: Ivo van Hove)
- 2005 - Echt iets om naar toe te leven van Arjan Ederveen (regie: Gerardjan Rijnders)
- 2005 - Scènes uit een huwelijk naar de film Scener ur ett äktenskap van Ingmar Bergman (regie: Ivo van Hove)
- 2005 - Het temmen van de feeks van William Shakespeare (regie: Ivo van Hove)
- 2006 - Madame de Sade van Yukio Mishima (regie: Krzysztof Warlikowski)
- 2006 - Opening night naar de film Opening Night van John Cassavetes (regie: Ivo van Hove)
- 2006 - Hedda Gabler van Henrik Ibsen (regie: Ivo van Hove)
- 2007 - Romeinse tragedies van William Shakespeare (regie: Ivo van Hove)
- 2008 - Angels in America van Tony Kushner (regie: Ivo van Hove)
- 2009 - La Voix humaine van Jean Cocteau (regie: Ivo van Hove)
- 2009 - Kreten en gefluister naar de film Viskningar och rop van Ingmar Bergman (regie: Ivo van Hove)
- 2009 - Antigone - Kreon - Oidipous naar Sophocles (regie: Thibaud Delpeut)
- 2009 - Antonioni project naar de films van Michelangelo Antonioni (regie: Ivo van Hove)
- 2010 - La grande bouffe naar de film La Grande Bouffe van Marco Ferreri (regie: Johan Simons)
- 2010 - Ubu van Alfred Jarry (regie: Sebastian Nübling)
- 2010 - mightysociety8 van Joeri Vos (regie: Eric de Vroedt)
- 2010 - Phaedra van Jean Racine (regie: Grzegorz Jarzyna)
- 2010 - Kinderen van de zon van Maksim Gorki (regie: Ivo van Hove)
- 2010 - Al mijn zonen van Arthur Miller (regie: Thibaud Delpeut)
- 2011 - Nooit van elkaar van Jon Fosse (regie: Ivo van Hove)
- 2011 - Spoken van Henrik Ibsen (regie: Thomas Ostermeier)
- 2011 - mightysociety9 van Eric de Vroedt (regie: Eric de Vroedt)
- 2011 - De Russen! van Tom Lanoye naar Anton Tsjechov (regie: Ivo van Hove)
- 2011 - De vrek van Molière (regie: Ivo van Hove)
- 2011 - In ongenade van J.M. Coetzee (regie: Luk Perceval)
- 2012 - Husbands naar de film Husbands van John Cassavetes (regie: Ivo van Hove)
- 2012 - Tartuffe van Molière (regie: Dimiter Gotscheff)
- 2012 - Na de zondeval van Arthur Miller (regie: Eric de Vroedt)
- 2012 - Macbeth van William Shakespeare (regie: Johan Simons)
- 2012 - mightysociety10 van Eric de Vroedt (regie: Eric de Vroedt)
- 2012 - Nora van Henrik Ibsen (regie: Thibaud Delpeut)
- 2012 - Na de repetitie / Persona naar de films Efter repetitionen en Persona van Ingmar Bergman (regie: Ivo van Hove)
- 2013 - De meeuw van Anton Tsjechov (regie: Thomas Ostermeier)
- 2013 - Lange dagreis naar de nacht van Eugene O'Neill (regie: Ivo van Hove)
- 2014 - Hamlet vs Hamlet van Tom Lanoye naar William Shakespeare (regie: Guy Cassiers)
- 2014 - De entertainer van John Osborne (regie: Eric de Vroedt)
- 2014 - The fountainhead naar de roman The Fountainhead van Ayn Rand (regie: Ivo van Hove)
- 2014 - Maria Stuart van Friedrich Schiller (regie: Ivo van Hove)
- 2014 - Medea van Simon Stone naar Euripides (regie: Simon Stone)
- 2015 - Koningin Lear van Tom Lanoye naar William Shakespeares King Lear (regie: Eric de Vroedt)
- 2015 - Kings of Wars naar William Shakespeares Henry V, Henry VI, deel I, II, III en Richard III (regie: Ivo van Hove)
- 2015 - Song From Far Away van Simon Stephens (regie: Ivo van Hove)
- 2015 - De Stille Kracht van Louis Couperus (regie: Ivo van Hove)
- 2015 - Glazen Speelgoed van Tennessee Williams (regie: Sam Gold)
- 2016 - Liliom van Ferenc Molnár (regie: Julie van den Berghe)
- 2016 - De Welwillenden van Jonathan Littell (regie: Guy Cassiers)
- 2016 - De Andere Stem van Ramsey Nasr (regie: Ivo van Hove)
- 2016 - Husbands and Wives van Woody Allen (regie: Simon Stone)
- 2016 - De dingen die voorbij gaan van Louis Couperus (regie: Ivo van Hove)
- 2016 - De Meiden van Jean Genet (regie: Katie Mitchell)
- 2017 - Emilia Galotti van Gotthold Ephraim Lessing (regie: Maren E Bjørseth)
- 2017 - Dagboek van een verdwenene van Leoš Janáček (regie: Ivo van Hove)
- 2017 - Ibsen Huis van Simon Stone naar Henrik Ibsen (regie: Simon Stone)
- 2017 - Obsession van Luchino Visconti (regie: Ivo van Hove)
- 2017 - Kleine zielen van Louis Couperus (regie: Ivo van Hove)
- 2019 - Dood in Venetië, muziektheater met Koninklijk Concertgebouworkest (regie: Ivo van Hove)